# مارثا ألبرتسون فاينمان
مارثا ألبرتسون فاينمان (عام 1943)، هي حقوقية ومنظرة قانونية وفيلسوفة سياسية أمريكية الجنسية. تعمل فاينمان في منصب أستاذية روبرت دبليو. وودروف في كلية الحقوق بجامعة إيموري. كانت فاينمان أولى الحاصلين على أستاذية دوروثيا إس. كلارك في الفقه القانوني النسوي كلية الحقوق بجامعة كورنيل. عملت أيضًا في منصب أستاذية موريس تي. مور في كلية الحقوق بجامعة كولومبيا.
تصب فاينمان تركيزها على مجالي النظرية القانونية النسوية والنظرية القانونية النقدية، فضلًا عن إدارتها لمشروع النسوية والنظرية القانونية الذي أسسته في عام 1984. ركزت فاينمان في البداية على التنظيم القانوني للأسرة والعلاقات الحميمة، إذ أُطلق عليها لقب «المنظرة الأسرية النسوية الأبرز في عصرنا». اتجهت فاينمان لاحقًا إلى توسيع نطاق عملها ليشمل التركيز على الآثار القانونية للمفاهيم الشمولية مثل التبعية والتعرضية والعدالة، إذ صاغت لاحقًا نظريةً كاملةً حول التعرضية. تعتبر فاينمان نفسها مفكرةً تقدميةً ليبراليةً، إذ كانت باحثةً منتسبةً إلى مركز جون بودستا للتقدم الأمريكي، ووُصفت بأنها «صديقة مقربة لإدارة أوباما».

## مسيرتها المهنية
حصلت فاينمان على درجة البكالوريوس من جامعة تيمبل في عام 1971، وعلى درجة الدكتوراه في القانون من جامعة شيكاغو في عام 1975. عملت فاينمان بعد تخرجها من كلية الحقوق كاتبةً لدى القاضي المبجل لوثر ميريت سويغرت في محكمة استئناف الدائرة السابعة، فضلًا عن انضمامها إلى هيئة التدريس في كلية الحقوق بجامعة ويسكونسن بين عامي 1976 و1990. انتقلت فاينمان لاحقًا للعمل في كلية الحقوق بجامعة كولومبيا، حيث عُيّنت أستاذةً في القانون برتبة موريس تي. مور في عام 1990، ثم أصبحت أول أستاذة في الفقه القانوني النسوي برتبة دوروثيا إس. كلارك في كلية الحقوق بجامعة كورنيل في عام 1999. حصلت فاينمان على أستاذية روبرت دبليو. وودروف في كلية الحقوق بجامعة إيموري في عام 2004، وهي أستاذية «مقصورة على الباحثين العالميين الذين أثبتوا مهاراتهم القيادية ضمن مجالات تخصصهم وساهموا في خلق روابط عبر المجالات التخصصية».

## مشروع النسوية والنظرية القانونية
تُعتبر فاينمان المديرة المؤسسة لمشروع النسوية والنظرية القانونيةـ، إذ أسسته في عام 1984 في حرم كلية الحقوق في جامعة ويسكونسن، وكلية الحقوق في جامعة كولومبيا، وكلية الحقوق في جامعة كورنيل، وكلية الحقوق في جامعة إيموري. بدأ مشروع النسوية والنظرية القانونية طريقه في كلية الحقوق في جامعة ويسكونسن، واستضاف على مدار السنوات الست التالية مؤتمرًا صيفيًا سنويًا «لإيجاد ملتقى للدراسات النسوية متعددة التخصصات، هدفه تناول القضايا المهمة على الصعيد القانوني والمجتمعي». وسعت فاينمان آفاق مشروعها هذا بمرور الوقت، وذلك من خلال زيادة كمية ونوعية ورش العمل والعروض التقديمية السنوية بالإضافة إلى تقديم بعض البرامج الجديدة.
تسعى فاينمان إلى حشد النسويات الأخريات بهدف العمل على ترسيخ الخبرات الموجودة وتشجيع الباحثات الجدد. يجمع مشروع النسوية والنظرية القانونية بين العديد من الباحثات بغية دراسة مجموعة واسعة من الموضوعات المتعلقة بالنظرية النسوية والقانون ومناقشتها. يستضيف المشروع أربع أو خمس ورش عمل علمية سنويًا، إذ يتجسد الهدف الأساسي منها في «دعم الدراسات متعددة التخصصات المتعلقة بموضوعات محددة في مجال القانون والسياسات التي تحظى باهتمام خاص لدى النساء». لا تتناول استقصاءات مشروع النسوية والنظرية القانونية المسألة الجندرية وحسب، إذ تولي دراسات المشروع اهتمامًا لقضايا المساواة المتعلقة بتقاطعات العرق والجندر والجنسانية والطبقة والقدرة. نشر المشروع كتابًا تحت عنوان على حدود القانون: النسوية والنظرية القانونية (1990)، وآخر يحمل عنوان تجاوز حدود القانون: أجيال من النسوية والنظرية القانونية (2011) من بين كتب أخرى.